# Плей-оф Ліги Європи УЄФА 2011—2012
Ця стаття містить інформацію про стадію плей-оф Ліги Європи УЄФА 2011—2012.
У плей-оф взяли участь 32 клуби: 24 клуби, що зайняли перші два місця в групах на груповому етапі, і 8 клубів, що зайняли 3-і місця на груповому етапі Ліги чемпіонів.

## Жеребкування
Жеребкування 1/16 фіналу пройшло 16 грудня 2011 року в Ньйоні  . На цій стадії 8 команд, переможців груп, були «посіяні»: вони зустрілися з командами, що зайняли 2-е місця, причому матчі провели «вдома». Також при жеребкуванні було накладено обмеження: команди з однієї країни і з однієї групи не могли зустрітися на цій стадії .
При жеребкуванні наступних стадій «посів» не проводився, також команди з однієї країни або з однієї групи могли зустрітися на будь-якій стадії .

## Учасники
| Ключі до кольорів |
| ----------------- |
| «Сіяні»           |

| Група | Команди            | Команди              |
| ----- | ------------------ | -------------------- |
| A     | ПАОК               | Рубін                |
| B     | Стандард           | Ганновер 96          |
| C     | ПСВ                | Легія                |
| D     | Спортінг (Лісабон) | Лаціо                |
| E     | Бешикташ           | Сток Сіті            |
| F     | Атлетік            | Ред Булл (Зальцбург) |
| G     | Металіст           | АЗ                   |
| H     | Брюгге             | Спортінг (Брага)     |
| I     | Атлетіко           | Удінезе              |
| J     | Шальке 04          | Стяуа                |
| K     | Твенте             | Вісла                |
| L     | Андерлехт          | Локомотив (Москва)   |

### Команди, що вибули з Ліги чемпіонів
| Ключі до кольорів                        |
| ---------------------------------------- |
| Найкращі чотири команди будуть «сіяними» |

| Група | Клуб              | В | Н | П | М      | ±  | Очки |
| ----- | ----------------- | - | - | - | ------ | -- | ---- |
| A     | Манчестер Сіті    | 3 | 1 | 2 | 9 − 6  | +3 | 10   |
| C     | Манчестер Юнайтед | 2 | 3 | 1 | 11 − 8 | +3 | 9    |
| F     | Олімпіакос        | 3 | 0 | 3 | 8 − 6  | +2 | 9    |
| E     | Валенсія          | 2 | 2 | 2 | 12 − 7 | +5 | 8    |
| G     | Порту             | 2 | 2 | 2 | 7 − 7  | 0  | 8    |
| D     | Аякс              | 2 | 2 | 2 | 6 − 6  | 0  | 8    |
| B     | Трабзонспор       | 1 | 4 | 1 | 3 − 5  | -2 | 7    |
| H     | Вікторія          | 1 | 2 | 3 | 4 − 11 | -7 | 5    |

## 1/16 фіналу
Перші матчі відбудуться 14 і 16 лютого, матчі-відповіді — 22 і 23 лютого 2012 року.
| Команда 1   | Заг.     | Команда 2         | 1-й матч | 2-й матч   |
| ----------- | -------- | ----------------- | -------- | ---------- |
| Порту       | 1:6      | Манчестер Сіті    | 1:2      | 0:4        |
| Аякс        | 2:3      | Манчестер Юнайтед | 0:2      | 2:1        |
| Локомотив   | 2:2 (гв) | Атлетік           | 2:1      | 0:1        |
| Ред Булл З. | 1:8      | Металіст          | 0:4      | 1:4        |
| Сток Сіті   | 0:2      | Валенсія          | 0:1      | 0:1        |
| Рубін       | 0:2      | Олімпіакос        | 0:1      | 0:1        |
| АЗ          | 2:0      | Андерлехт         | 1:0      | 1:0        |
| Лаціо       | 1:4      | Атлетіко          | 1:3      | 0:1        |
| Стяуа       | 0:2      | Твенте            | 0:1      | 0:1        |
| Вікторія П. | 2:4      | Шальке 04         | 1:1      | 1:3 (д.ч.) |
| Вісла К.    | 1:1 (гв) | Стандард          | 1:1      | 0:0        |
| Спортінг Б. | 1:2      | Бешикташ          | 0:2      | 1:0        |
| Удінезе     | 3:0      | ПАОК              | 0:0      | 3:0        |
| Трабзонспор | 2:6      | ПСВ               | 1:2      | 1:4        |
| Ганновер 96 | 3:1      | Брюгге            | 2:1      | 1:0        |
| Легія       | 2:3      | Спортінг Л.       | 2:2      | 0:1        |

### Перші матчі
Тут і далі час на ведений за поясом UTC+1
| 14 лютого 2012 12:00 |

| Рубін | 0 – 1           | Олімпіакос |
| ----- | --------------- | ---------- |
|       | Протокол(англ.) | Фустер 71' |

| Лужники, Москва1 Арбітр: Милорад Мажич (Сербія) |

| 14 лютого 2012 18:30 |

| Брага | 0 – 2           | Бешикташ            |
| ----- | --------------- | ------------------- |
|       | Протокол(англ.) | Сівок 37' Сімау 58' |

| Муніципальний, Брага Арбітр: Кевін Блом (Нідерланди) |

| 16 лютого 2012 18:00 |

| Локомотив                       | 2 – 1           | Атлетік     |
| ------------------------------- | --------------- | ----------- |
| Глушаков 61' (пен.) Сайседо 71' | Протокол(англ.) | Муніаїн 36' |

| Лужники, Москва2 Арбітр: Овідіу Алін Гацеган (Румунія) |

| 16 лютого 2012 19:00 |

| Ред Булл | 0 – 4           | Металіст                                  |
| -------- | --------------- | ----------------------------------------- |
|          | Протокол(англ.) | Тайсон 1' Крістальдо 37', 41' Девич 90+1' |

| Ред Булл Арена, Зальцбург Арбітр: Марійо Страхоня (Хорватія) |

| 16 лютого 2012 19:00 |

| Аякс | 0 – 2           | Манчестер Юнайтед    |
| ---- | --------------- | -------------------- |
|      | Протокол(англ.) | Янг 59' Ернандес 85' |

| Амстердам Арена, Амстердам Глядачів: 48,866 Арбітр: Джанлука Роккі (Італія) |

| 16 лютого 2012 19:00 |

| Вікторія  | 1 – 1           | Шальке 04     |
| --------- | --------------- | ------------- |
| Дарід 22' | Протокол(англ.) | Хунтелаар 75' |

| Стадіон места Пльзне, Пльзень Арбітр: Стефан Ланнуа (Франція) |

| 16 лютого 2012 19:00 |

| АЗ        | 1 – 0           | Андерлехт |
| --------- | --------------- | --------- |
| Махер 35' | Протокол(англ.) |           |

| АФАС, Алкмаар Арбітр: Флоріан Маєр (Німеччина) |

| 16 лютого 2012 19:00 |

| Лаціо     | 1 – 3           | Атлетіко                          |
| --------- | --------------- | --------------------------------- |
| Клозе 19' | Протокол(англ.) | Адріан Лопес 25' Фалькао 37', 63' |

| Олімпійський стадіон, Рим Арбітр: Павел Краловец (Чехія) |

| 16 лютого 2012 19:00 |

| Легія                 | 2 – 2           | Спортінг                     |
| --------------------- | --------------- | ---------------------------- |
| Варвжиняк 37' Гол 79' | Протокол(англ.) | Каррісу 61' Андре Сантуш 88' |

| Пепсі Арена, Варшава Арбітр: Мацей Юг (Словенія) |

| 16 лютого 2012 21:05 |

| Стяуа | 0 – 1           | Твенте   |
| ----- | --------------- | -------- |
|       | Протокол(англ.) | Джон 53' |

| Національ, Бухарест Арбітр: Марк Клаттенберг (Англія) |

| 16 лютого 2012 21:05 |

| Вісла      | 1 – 1           | Стандард        |
| ---------- | --------------- | --------------- |
| Генков 88' | Протокол(англ.) | Чіте 28' (пен.) |

| Міський, Краків Арбітр: Давід Фернандес Борбалан (Іспанія) |

| 16 лютого 2012 21:05 |

| Удінезе | 0 – 0           | ПАОК |
| ------- | --------------- | ---- |
|         | Протокол(англ.) |      |

| Фріулі, Удіне Арбітр: Альберто Ундіано Мальєнко (Іспанія) |

| 16 лютого 2012 21:05 |

| Трабзонспор | 1 – 2           | ПСВ                    |
| ----------- | --------------- | ---------------------- |
| Адін 33'    | Протокол(англ.) | Матавж 6' Тойвонен 11' |

| Хусейн Авні Акер, Трабзон Арбітр: Фелікс Брих (Німеччина) |

| 16 лютого 2012 21:05 |

| Ганновер 96                    | 2 – 1           | Брюгге       |
| ------------------------------ | --------------- | ------------ |
| Собєх 73' Шлаудрафф 80' (пен.) | Протокол(англ.) | Лештайнн 51' |

| АВД-Арена, Гановер Арбітр: Хорхе Соуза (Португалія) |

| 16 лютого 2012 21:05 |

| Порту      | 1 – 2           | Манчестер Сіті              |
| ---------- | --------------- | --------------------------- |
| Варела 27' | Протокол(англ.) | Перейра 55' (аг) Агуеро 85' |

| Драгау, Порту Арбітр: Джюнейт Чакир (Туреччина) |

| 16 лютого 2012 21:05 |

| Сток Сіті | 0 – 1           | Валенсія  |
| --------- | --------------- | --------- |
|           | Протокол(англ.) | Топал 36' |

| Британія, Сток-он-Трент Арбітр: Петер Расмуссен (Данія) |

Примітки
- 1: «Рубін» зіграв свій матч на стадіоні «Лужники», оскільки його власний стадіон «Центральний» перебував у непридатному стані.[4]

- 2: «Локомотив» зіграв свій матч на стадіоні «Лужники», оскільки його власний стадіон «Локомотив» перебував у непридатному стані.[5]

### Другі матчі
| 22 лютого 2012 18:00 |

| Манчестер Сіті                            | 4 – 0           | Порту |
| ----------------------------------------- | --------------- | ----- |
| Агуеро 1' Джеко 76' Сілва 84' Пісарро 86' | Протокол(англ.) |       |

| Сіті оф Манчестер, Манчестер Глядачів: 39,538 Арбітр: Вольфганг Штарк (Німеччина) |

| 23 лютого 2012 19:00 |

| Атлетік     | 1 – 0           | Локомотив |
| ----------- | --------------- | --------- |
| Муніаїн 62' | Протокол(англ.) |           |

| Сан-Мамес, Більбао Арбітр: Павел Гіл (Польща) |

| 23 лютого 2012 19:00 |

| Валенсія  | 1 – 0           | Сток Сіті |
| --------- | --------------- | --------- |
| Жонас 24' | Протокол(англ.) |           |

| Месталья, Валенсія Арбітр: Маркус Стрембергссон (Швеція) |

| 23 лютого 2012 19:00 |

| Твенте    | 1 – 0           | Стяуа |
| --------- | --------------- | ----- |
| Чадлі 29' | Протокол(англ.) |       |

| Де Гролс Весте, Енсгеде Арбітр: Роберт Шьоргенгофер (Австрія) |

| 23 лютого 2012 19:00 |

| Стандард | 0 – 0           | Вісла К. |
| -------- | --------------- | -------- |
|          | Протокол(англ.) |          |

| Моріс Дюфран, Льєж Арбітр: Мілорад Мажич (Сербія) |

| 23 лютого 2012 19:00 |

| ПАОК | 0 – 3           | Удінезе                                       |
| ---- | --------------- | --------------------------------------------- |
|      | Протокол(англ.) | Даніло 6' Флоро Флорес 15' Доміцці 51' (пен.) |

| Тумба, Салоніки Арбітр: Том Гаральд Гаґен (Норвегія) |

| 23 лютого 2012 19:00 |

| ПСВ                                              | 4 – 1           | Трабзонспор |
| ------------------------------------------------ | --------------- | ----------- |
| Мертенс 15' (пен.) Матавж 31', 53' Строотман 38' | Протокол(англ.) | Їлмаз 43'   |

| Філіпс, Ейндговен Арбітр: Тоні Шапрон (Франція) |

| 23 лютого 2012 19:00 |

| Брюгге | 0 – 1           | Ганновер 96 |
| ------ | --------------- | ----------- |
|        | Протокол(англ.) | Діуф 21'    |

| Ян Брейдел, Брюгге Арбітр: Вільям Коллам (Шотландія) |

| 23 лютого 2012 21:05 |

| Манчестер Юнайтед | 1 – 2           | Аякс                          |
| ----------------- | --------------- | ----------------------------- |
| Ернандес 6'       | Протокол(англ.) | Осбіліц 37' Альдервірельд 87' |

| Олд Траффорд, Манчестер Глядачів: 67,328 Арбітр: Дамир Скомина (Словенія) |

| 23 лютого 2012 21:05 |

| Металіст                                                  | 4 – 1           | Ред Булл З. |
| --------------------------------------------------------- | --------------- | ----------- |
| Гінтереггер 28' (аг) Крістальдо 62' Бланко 63' Марлос 87' | Протокол(англ.) | Янтшер 56'  |

| Металіст, Харків Глядачів: 30,826 Арбітр: Антоні Готьє (Франція) |

| 23 лютого 2012 21:05 |

| Олімпіакос  | 1 – 0           | Рубін |
| ----------- | --------------- | ----- |
| Джеббур 14' | Протокол(англ.) |       |

| Георгіос Караїскакіс, Пірей Глядачів: 30,000 Арбітр: Стефан Йоганнессон (Швеція) |

| 23 лютого 2012 21:05 |

| Андерлехт | 0 – 1           | АЗ          |
| --------- | --------------- | ----------- |
|           | Протокол(англ.) | Мартенс 54' |

| Констант Ванден Сток, Брюссель Глядачів: 25,000 Арбітр: Педру Проенса (Португалія) |

| 23 лютого 2012 21:05 |

| Атлетіко  | 1 – 0           | Лаціо |
| --------- | --------------- | ----- |
| Годін 48' | Протокол(англ.) |       |

| Вісенте Кальдерон, Мадрид Глядачів: 30,000 Арбітр: Мартін Аткінсон (Англія) |

| 23 лютого 2012 21:05 |

| Шальке 04                 | 3 – 1 (д.ч.)    | Вікторія П.  |
| ------------------------- | --------------- | ------------ |
| Хунтелар 8', 106', 120+1' | Протокол(англ.) | Райторал 88' |

| Фелтінс-Арена, Гельзенкірхен Глядачів: 50,000 Арбітр: Алан Келлі (Ірландія) |

| 23 лютого 2012 21:05 |

| Бешикташ | 0 – 1           | Спортінг Б. |
| -------- | --------------- | ----------- |
|          | Протокол(англ.) | Ліма 25'    |

| Іненю, Стамбул Глядачів: 25,000 Арбітр: Іштван Вад (Угорщина) |

| 23 лютого 2012 21:05 |

| Спортінг Л.   | 1 – 0           | Легія |
| ------------- | --------------- | ----- |
| Фернандес 84' | Протокол(англ.) |       |

| Жозе Алваладе, Лісабон Глядачів: 20,144 Арбітр: Владислав Безбородов (Росія) |

## 1/8 фіналу
Перші матчі були зіграні 8 березня, матчі-відповіді — 15 березня 2012 року.
| Команда 1         | Заг.     | Команда 2      | 1-й матч | 2-й матч |
| ----------------- | -------- | -------------- | -------- | -------- |
| Металіст          | 2:2 (гв) | Олімпіакос     | 0:1      | 2:1      |
| Спортінг Л.       | 3:3 (гв) | Манчестер Сіті | 1:0      | 2:3      |
| Твенте            | 2:4      | Шальке 04      | 1:0      | 1:4      |
| Стандард          | 2:6      | Ганновер 96    | 2:2      | 0:4      |
| Валенсія          | 5:3      | ПСВ            | 4:2      | 1:1      |
| АЗ                | 3:2      | Удінезе        | 2:0      | 1:2      |
| Атлетіко          | 6:1      | Бешикташ       | 3:1      | 3:0      |
| Манчестер Юнайтед | 3:5      | Атлетік        | 2:3      | 1:2      |

### Перші матчі
| 8 березня 2012 19:00 |

| Металіст | 0 – 1           | Олімпіакос |
| -------- | --------------- | ---------- |
|          | Протокол(англ.) | Фустер 50' |

| Металіст, Харків Глядачів: 11,000 Арбітр: Іштван Вад (Угорщина) |

| 8 березня 2012 19:00 |

| Спортінг Л. | 1 – 0           | Манчестер Сіті |
| ----------- | --------------- | -------------- |
| Шандау 51'  | Протокол(англ.) |                |

| Жозе Алваладе, Лісабон Глядачів: 40,000 Арбітр: Карлос Веласко Карбальо (Іспанія) |

| 8 березня 2012 19:00 |

| Твенте             | 1 – 0           | Шальке 04 |
| ------------------ | --------------- | --------- |
| де Йонг 61' (пен.) | Протокол(англ.) |           |

| Де Гролс Весте, Енсгеде Глядачів: 30,000 Арбітр: Крейг Томсон (Шотландія) |

| 8 березня 2012 19:00 |

| Атлетіко                          | 3 – 1           | Бешикташ  |
| --------------------------------- | --------------- | --------- |
| Сальвіо 24', 27' Адріан Лопес 37' | Протокол(англ.) | Сімау 53' |

| Вісенте Кальдерон, Мадрид Глядачів: 40,000 Арбітр: Йонас Ерікссон (Швеція) |

| 8 березня 2012 21:05 |

| Стандард           | 2 – 2           | Ганновер 96                 |
| ------------------ | --------------- | --------------------------- |
| Буєнс 27' Чіте 30' | Протокол(англ.) | Штіндль 22' (пен.) Діуф 56' |

| Моріс Дюфран, Льєж Глядачів: 25,000 Арбітр: Тоні Шапрон (Франція) |

| 8 березня 2012 21:05 |

| Валенсія                                     | 4 – 2           | ПСВ                               |
| -------------------------------------------- | --------------- | --------------------------------- |
| Руїс 11' Сольдадо 13', 42' (пен.) П'ятті 56' | Протокол(англ.) | Тойвонен 83' (пен.) Вайналдум 90' |

| Месталья, Валенсія Глядачів: 30,000 Арбітр: Мануель Грефе (Німеччина) |

| 8 березня 2012 21:05 |

| АЗ                         | 2 – 0           | Удінезе |
| -------------------------- | --------------- | ------- |
| Мартенс 63' Фалкенбург 84' | Протокол(англ.) |         |

| АФАС, Алкмар Глядачів: 12,000 Арбітр: Давід Фернандес Борбалан (Іспанія) |

| 8 березня 2012 21:05 |

| Манчестер Юнайтед      | 2 – 3           | Атлетік                                |
| ---------------------- | --------------- | -------------------------------------- |
| Руні 22', 90+2' (пен.) | Протокол(англ.) | Льоренте 44' де Маркос 72' Муніаїн 90' |

| Олд Траффорд, Манчестер Глядачів: 67,000 Арбітр: Флоріан Маєр (Німеччина) |

### Другі матчі
| 15 березня 2012 19:00 |

| Ганновер 96                                      | 4 – 0           | Стандард |
| ------------------------------------------------ | --------------- | -------- |
| Абделлаує 4' Кану 21' (аг), 73' (аг) Пінту 90+3' | Протокол(англ.) |          |

| АВД-Арена, Ганновер Глядачів: 42,000 Арбітр: Павел Краловец (Чехія) |

Ганновер 96 переміг з рахунком 6–2 за сумою двох матчів.
| 15 березня 2012 19:00 |

| ПСВ          | 1 – 1           | Валенсія |
| ------------ | --------------- | -------- |
| Тойвонен 64' | Протокол(англ.) | Рамі 47' |

| Філіпс, Ейндговен Глядачів: 22,000 Арбітр: Вільям Каллам (Шотландія) |

Валенсія перемогла з рахунком 5–3 за сумою двох матчів.
| 15 березня 2012 19:00 |

| Удінезе                  | 2 – 1           | АЗ             |
| ------------------------ | --------------- | -------------- |
| Ді Натале 3' (пен.), 15' | Протокол(англ.) | Фалкенбург 31' |

| Фріулі, Удіне Глядачів: 9,500 Арбітр: Мілорад Мажич (Сербія) |

АЗ переміг за рахунком 3–2 за сумою двох матчів.
| 15 березня 2012 19:00 |

| Атлетік                    | 2 – 1           | Манчестер Юнайтед |
| -------------------------- | --------------- | ----------------- |
| Льоренте 23' де Маркос 66' | Протокол(англ.) | Руні 80'          |

| Сан-Мамес, Більбао Глядачів: 40,000 Арбітр: Джюнейт Чакир (Туреччина) |

Атлетік переміг з рахунком 5–3 за сумою двох матчів.
| 15 березня 2012 21:05 |

| Олімпіакос  | 1 – 2           | Металіст               |
| ----------- | --------------- | ---------------------- |
| Маркано 15' | Протокол(англ.) | Вільягра 81' Девич 86' |

| Георгіос Караїскакіс, Пірей Глядачів: 30,000 Арбітр: Овідіу Алін Гацеган (Румунія) |

Рахунок за сумою двох матчів 2–2. Металіст переміг завдяки голам, забитим на виїзді.
| 15 березня 2012 21:05 |

| Манчестер Сіті                       | 3 – 2           | Спортінг                                   |
| ------------------------------------ | --------------- | ------------------------------------------ |
| Агуеро 60', 83' Балотеллі 75' (пен.) | Протокол(англ.) | Матіас Фернандес 33' ван Вольфсвінкель 40' |

| Сіті оф Манчестер, Манчестер Глядачів: 38,021 Арбітр: Том Гаральд Гаґен (Норвегія) |

Рахунок за сумою двох матчів 3–3. Спортінг переміг завдяки голам, забитим на виїзді.
| 15 березня 2012 21:05 |

| Шальке 04                               | 4 – 1           | Твенте     |
| --------------------------------------- | --------------- | ---------- |
| Гунтелар 29', 57' (пен.), 81' Джонс 71' | Протокол(англ.) | Янссен 14' |

| Фельтінс-Арена, Гельзенкірхен Глядачів: 52,000 Арбітр: Віктор Кашшаї (Угорщина) |

Шальке 04 переміг з рахунком 4–2 за сумою двох матчів.
| 15 березня 2012 21:05 |

| Бешикташ | 0 – 3           | Атлетіко                                   |
| -------- | --------------- | ------------------------------------------ |
|          | Протокол(англ.) | Адріан Лопес 26' Фалькао 83' Сальвіо 90+4' |

| Іненю, Стамбул Глядачів: 23,000 Арбітр: Паоло Тальявенто (Італія) |

Атлетіко переміг з рахунком 6–1 за сумою двох матчів.

## 1/4 фіналу
Перші матчі чвертьфіналу будли зіграні 29 березня, матчі-відповіді — 5 квітня.
| Команда 1   | Заг. | Команда 2   | 1-й матч | 2-й матч |
| ----------- | ---- | ----------- | -------- | -------- |
| АЗ          | 2:5  | Валенсія    | 2:1      | 0:4      |
| Шальке 04   | 4:6  | Атлетік     | 2:4      | 2:2      |
| Спортінг Л. | 3:2  | Металіст    | 2:1      | 1:1      |
| Атлетіко    | 4:2  | Ганновер 96 | 2:1      | 2:1      |

### Перші матчі
| 29 березня 2012 21:05 |

| АЗ                       | 2 – 1           | Валенсія  |
| ------------------------ | --------------- | --------- |
| Голман 45+1' Мартенс 79' | Протокол(англ.) | Топал 52' |

| АФАС, Алкмар Арбітр: Мартін Аткінсон (Англія) |

| 29 березня 2012 21:05 |

| Шальке 04      | 2 – 4           | Атлетік                                       |
| -------------- | --------------- | --------------------------------------------- |
| Рауль 22', 60' | Протокол(англ.) | Льоренте 20', 73' де Маркос 81' Муніаїн 90+3' |

| Фельтінс-Арена, Гельзенкірхен Арбітр: Педру Проенса (Португалія) |

| 29 березня 2012 21:05 |

| Спортінг               | 2 – 1           | Металіст            |
| ---------------------- | --------------- | ------------------- |
| Ізмайлов 51' Інсуа 64' | Протокол(англ.) | Шав'єр 90+1' (пен.) |

| Жозе Алваладе, Лісабон Арбітр: Вольфганг Штарк (Німеччина) |

| 29 березня 2012 21:05 |

| Атлетіко               | 2 – 1           | Ганновер 96 |
| ---------------------- | --------------- | ----------- |
| Фалькао 9' Сальвіо 89' | Протокол(англ.) | Діуф 38'    |

| Вісенте Кальдерон, Мадрид Арбітр: Стефан Ланнуа (Франція) |

### Другі матчі
| 5 квітня 2012 21:05 |

| Валенсія                             | 4 – 0           | АЗ |
| ------------------------------------ | --------------- | -- |
| Рамі 15', 17' Альба 56' Ернандес 80' | Протокол(англ.) |    |

| Месталья, Валенсія Арбітр: Павел Краловец (Чехія) |

Валенсія перемогла з рахунком 5–2 за сумою двох матчів.
| 5 квітня 2012 21:05 |

| Атлетік               | 2 – 2           | Шальке 04              |
| --------------------- | --------------- | ---------------------- |
| Гомес 41' Сусаета 55' | Протокол(англ.) | Гунтелар 29' Рауль 52' |

| Сан-Мамес, Більбао Арбітр: Нікола Ріццолі (Італія) |

Атлетік переміг з рахунком 6–4 за сумою двох матчів.
| 5 квітня 2012 21:05 |

| Металіст       | 1 – 1           | Спортінг              |
| -------------- | --------------- | --------------------- |
| Крістальдо 57' | Протокол(англ.) | ван Вольфсвінкель 44' |

| Металіст, Харків Арбітр: Вільям Коллам (Шотландія) |

Спортінг переміг з рахунком 3–2 за сумою двох матчів.
| 5 квітня 2012 21:05 |

| Ганновер 96 | 1 – 2           | Атлетіко                     |
| ----------- | --------------- | ---------------------------- |
| Діуф 81'    | Протокол(англ.) | Адріан Лопес 63' Фалькао 87' |

| АВД-Арена, Гановер Арбітр: Марк Клаттенберг (Англія) |

Атлітеко перемогло з рахунком 4–2 за сумою двох матчів.

## Півфінали
Перші матчі були зіграні 19 квітня, матчі-відповіді — 26 квітня 2012.
| Команда 1   | Заг. | Команда 2 | 1-й матч | 2-й матч |
| ----------- | ---- | --------- | -------- | -------- |
| Атлетіко    | 5:2  | Валенсія  | 4:2      | 1:0      |
| Спортінг Л. | 3:4  | Атлетік   | 2:1      | 1:3      |

### Перші матчі
| 19 квітня 2012 21:05 |

| Атлетіко                                | 4 – 2           | Валенсія                        |
| --------------------------------------- | --------------- | ------------------------------- |
| Фалькао 18', 78' Міранда 49' Адріан 54' | Протокол(англ.) | Жонас 45+3' Рікарду Кошта 90+4' |

| Вісенте Кальдерон, Мадрид Глядачів: 24,000 Арбітр: Крейг Томсон (Шотландія) |

| 19 квітня 2012 21:05 |

| Спортінг             | 2 – 1           | Атлетік       |
| -------------------- | --------------- | ------------- |
| Інсуа 76' Капель 80' | Протокол(англ.) | Ауртенече 54' |

| Жозе Алваладе, Лісабон Глядачів: 29,000 Арбітр: Йонас Ерікссон (Швеція) |

### Другі матчі
| 26 квітня 2012 21:05 |

| Валенсія | 0 – 1           | Атлетіко   |
| -------- | --------------- | ---------- |
|          | Протокол(англ.) | Адріан 60' |

| Месталья, Валенсія Арбітр: Дамир Скомина (Словенія) |

Атлетіко перемогло з рахунком 5-2 за сумою двох матчів.
| 26 квітня 2012 21:05 |

| Атлетік                              | 3 – 1           | Спортінг            |
| ------------------------------------ | --------------- | ------------------- |
| Сусаета 17' Гомес 45+1' Льоренте 88' | Протокол(англ.) | ван Волфсвінкел 44' |

| Сан-Мамес, Більбао Арбітр: Мартін Аткінсон (Англія) |

Атлеітк переміг з рахунком 4-3 за сумою двох матчів.

## Фінал
Фінал відбувся 9 травня на стадіоні «Національ» в Бухаресті.
| 9 травня 2012 21:45 UTC+2 |

| Атлетіко                  | 3 – 0           | Атлетік |
| ------------------------- | --------------- | ------- |
| Фалькао 7', 34' Дієго 85' | Протокол(англ.) |         |

| Національ, Бухарест Глядачів: 52,347 Арбітр: Вольфганг Штарк (Німеччина) |